# United States Tennis Association
United States Tennis Association è l'organismo di governo del tennis negli Stati Uniti d'America, che si occupa della promozione, dello sviluppo e della gestione delle competizioni di tennis nel paese. L'associazione organizza tornei di tennis nazionali e internazionali tra cui lo US Open, la Coppa Davis, la Billie Jean King Cup, l'ATP Cup e l'Australian Pro Tour. Inoltre, l'organismo si assume la responsabilità di promuovere il tennis a tutti i livelli, da quello amatoriale a quello d'élite. Oltre a ciò, gestisce tornei amatoriali e programmi di sviluppo giovanile.

## Storia
La USTA, precedentemente conosciuta come United States National Lawn Tennis Association (USNLTA), è stata fondata nel 1881 da un gruppo di membri di club di tennis di New York e di club del nord-est degli Stati Uniti, dove era usuale giocare tennis sui campi in erba. Nel 1920, la parola "National" fu rimossa dal nome dell'organizzazione, dando origine all'abbreviazione USLTA. Nel 1975, la parola "Lawn" fu ufficialmente eliminata dal nome.
Nel 1881 si svolse il primo Campionato Nazionale degli Stati Uniti di Singolare maschile, considerato il precursore dell'attuale US Open. La competizione ebbe luogo al Casino di Newport, nello stato del Rhode Island.
Nel 1900 si disputò il primo incontro della Coppa Davis, il torneo internazionale di tennis maschile, che vide la vittoria degli Stati Uniti contro una squadra delle Isole Britanniche. La partita si tenne al Longwood Cricket Club, situato nei pressi di Boston.
Nel 1983, Puerto Rico e le Isole Vergini americane divennero le ultime regioni ad essere incluse come sezioni ufficiali della United States Tennis Association (USTA). Con questa aggiunta, l'organizzazione raggiunse un totale di 17 sezioni, ognuna delle quali rappresenta una specifica area geografica degli Stati Uniti e dei suoi territori. L'inclusione di Puerto Rico e delle Isole Vergini consolidò ulteriormente la struttura della USTA, estendendo la sua copertura a tutte le principali regioni degli Stati Uniti e dei suoi possedimenti.

## Organizzazione
La USTA è composta da 17 sezioni geografiche e conta oltre 700.000 membri individuali, 7.000 membri organizzativi e un personale professionale. La sede del team USTA (B) si trova a White Plains, New York, mentre il team USTA (A) ha sede presso il National Campus di Orlando, Florida.
La USTA organizza tornei per adulti nella maggior parte delle città con popolazioni superiori a 150.000 abitanti. Le leghe per adulti, con classifiche che vanno da 2.5 a 5.0, sono organizzate in primavera e/o in autunno. Nella maggior parte delle aree, la stagione per adulti prevede leghe di singolare, doppio e doppio misto in primavera. Poche città offrono leghe autunnali per il singolare e/o leghe alternative come "combo", "mixed combo" o "tri-level". In molti stati, si tengono tra uno e cinque tornei ogni fine settimana. Gli adulti con una classificazione da 3.0 a 4.5 possono solitamente partecipare a questi tornei. Le leghe comprendono: 10 anni e sotto, Giovanili, Adulti 18-40 anni e Adulti over 40. Chiunque abbia più di 40 anni può richiedere di essere inserito nella lega 18-40.

## National Tennis Rating Program
La USTA, insieme alla USPTA, ha creato il National Tennis Rating Program, o più comunemente le classifiche NTRP, con l'obiettivo di collocare i giocatori in diversi livelli di abilità. Le classifiche NTRP vanno da 1.5, per i principianti, con incrementi di 0.5, fino a 7.0, riservate ai giocatori di livello mondiale. Le classifiche NTRP sono utilizzate nelle leghe e nei tornei per garantire partite più equilibrate. Alla fine di ogni anno solare, la USTA calcola e pubblica online la classifica di fine anno di tutti i giocatori. Le classifiche vengono determinate tramite un algoritmo informatico che regola le valutazioni in base ai risultati effettivi delle partite confrontati con quelli attesi. Gli esiti attesi vengono stabiliti in base alla differenza tra le classifiche, espresse in centesimi, dei giocatori presenti in campo. I nuovi giocatori o quelli con una classifica NTRP scaduta devono seguire un processo di autovalutazione per determinare il loro punto di ingresso. Rispondendo a una serie di domande, il sistema informatico fornisce una valutazione suggerita per il livello di partenza del giocatore.